# Lagoa Real
Lagoa Real là một đô thị thuộc bang Bahia, Brasil. Đô thị này có diện tích 996,292 km², dân số năm 2007 là 14068 người, mật độ 14,1 người/km².